# الشقايا
الشقايا هي تلة في الكويت تقع في محافظة الجهراء. يبلغ ارتفاعها 291 مترًا، وهي أعلى نقطة في الكويت. تقع غرب البلاد، بالقرب من الحدود مع العراق والمملكة العربية السعودية.

## وصول
من العاصمة الكويت، يتجه الطريق السريع 70 غربًا نحو المملكة العربية السعودية لمسافة تقارب 150 كيلومترًا. قبل 500 متر من الحدود السعودية، ينعطف طريق إسفلتي إلى اليمين، ويمتد على طول الحدود باتجاه مركز شرطة. تقع القمة قبل المبنى مباشرةً.

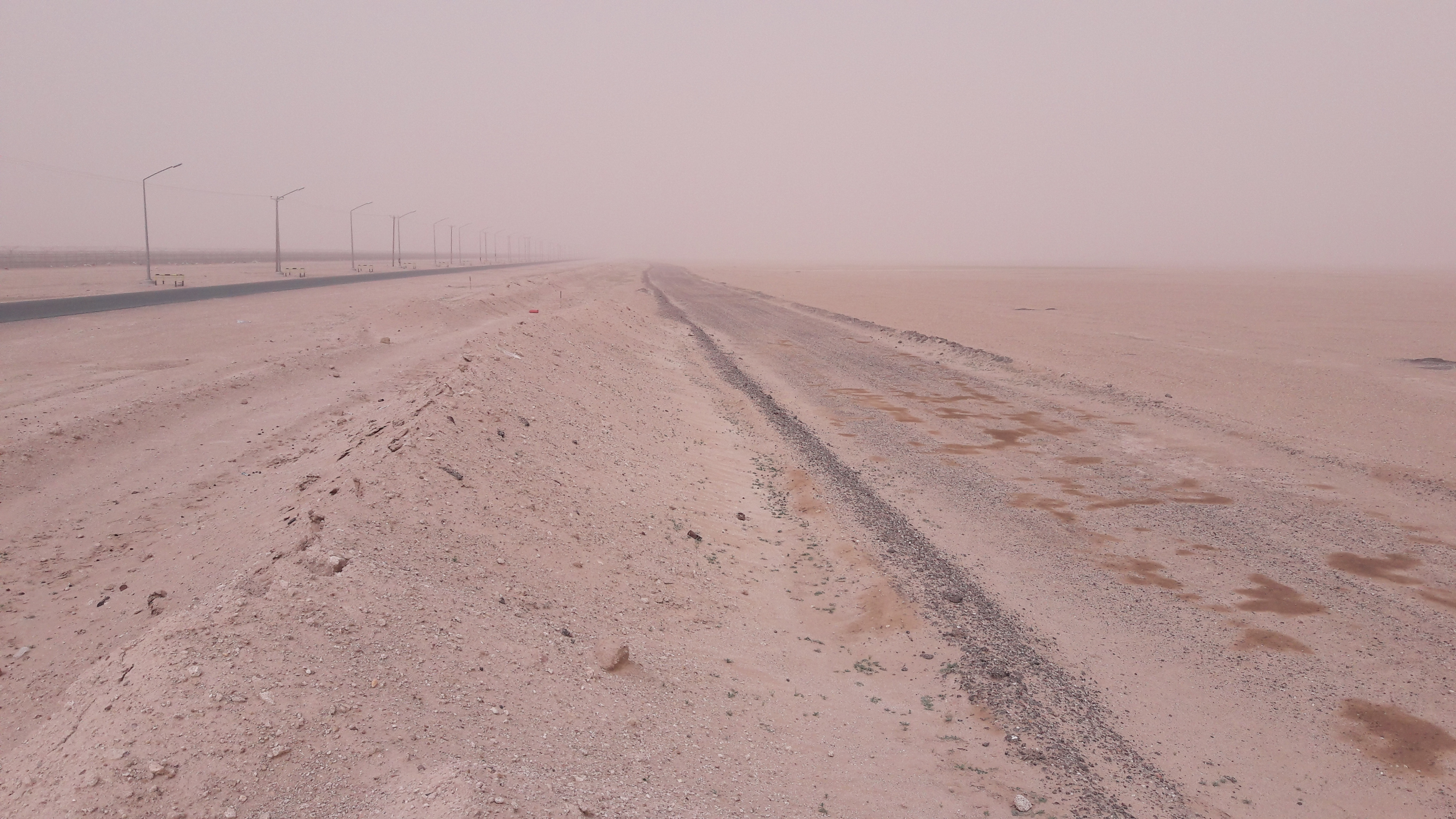
منطقة القمة، بالقرب من الحدود الكويتية السعودية.